# Championnats panaméricains de cyclo-cross
Les championnats panaméricains de cyclo-cross sont organisés tous les ans en novembre, au début de la saison de cyclo-cross. La première édition a lieu en 2014.

## Historique
Tous les éditions ont lieu aux États-Unis ou au Canada, dont les trois premières au Devou Park de Covington dans le Kentucky. Lors de la compétition inaugurale, les catégories élites féminines, moins de 23 ans masculine et féminine, ainsi que junior masculine sont au programme. À partir de la deuxième édition, les élites masculins font leur apparition. En 2019, comme aux championnats d'Europe et du  monde de la même saison, la catégorie junior féminine est ajoutée. En 2020, les championnats sont annulés en raison de la pandémie de covid-19. En 2022, le Costa Rica devait accueillir pour la première fois les championnats, mais Falmouth aux États-Unis l'a finalement remplacé au dernier moment. 
Les vainqueurs ont le droit de porter le maillot de champion correspondant, dont le dessin a changé plusieurs fois, dans toutes les courses de leur tranche d'âge pendant un an.
Malgré leur nom, les championnats panaméricains sont presque entièrement une affaire des États-Unis et du Canada, chacun alignant des dizaines de coureurs, accueillant tous les championnats et remportant toutes les médailles possibles. Parmi les autres associations membres de la COPACI, seuls l'Argentine, le Chili, la Colombie et le Costa Rica ont envoyé des athlètes individuels entre 2014 et 2024.

## Lieux
| Année | Lieu       | Ville      |
| ----- | ---------- | ---------- |
| 2014  | États-Unis | Covington  |
| 2015  | États-Unis | Covington  |
| 2016  | États-Unis | Cincinnati |
| 2017  | États-Unis | Louisville |
| 2018  | Canada     | Midland    |
| 2019  | Canada     | Midland    |

| Année | Pays       | Ville        |
| ----- | ---------- | ------------ |
| 2020  | États-Unis | Fayetteville |
| 2021  | États-Unis | Garland      |
| 2022  | États-Unis | Falmouth     |
| 2023  | États-Unis | Missoula     |
| 2024  | États-Unis | Missoula     |

## Tableau des médailles par pays
Mise à jour après l'édition 2024
| Rang  | Nation     | Or | Argent | Bronze | Total |
| ----- | ---------- | -- | ------ | ------ | ----- |
| 1     | États-Unis | 43 | 41     | 41     | 125   |
| 2     | Canada     | 11 | 13     | 13     | 37    |
| Total | Total      | 54 | 54     | 54     | 162   |

## Palmarès

### Hommes élites
| Année | Or            | Argent              | Bronze              |
| ----- | ------------- | ------------------- | ------------------- |
| 2015  | Jeremy Powers | Jamey Driscoll      | Stephen Hyde        |
| 2016  | Stephen Hyde  | Jeremy Powers       | Daniel Summerhill   |
| 2017  | Stephen Hyde  | Tobin Ortenblad     | Michael van den Ham |
| 2018  | Curtis White  | Michael van den Ham | Kerry Werner        |
| 2019  | Kerry Werner  | Curtis White        | James Driscoll      |
| 2020  | annulé        | annulé              | annulé              |
| 2021  | Eric Brunner  | Curtis White        | Kerry Werner        |
| 2022  | Eric Brunner  | Curtis White        | Lance Haidet        |
| 2023  | Eric Brunner  | Scott Funston       | Gage Hecht          |
| 2024  | Eric Brunner  | Curtis White        | Andrew Strohmeyer   |

### Hommes moins de 23 ans
| Année | Or             | Argent            | Bronze            |
| ----- | -------------- | ----------------- | ----------------- |
| 2014  | Curtis White   | Logan Owen        | Andrew Dillman    |
| 2015  | Andrew Dillman | Curtis White      | Tobin Ortenblad   |
| 2016  | Curtis White   | Gage Hecht        | Spencer Petrov    |
| 2017  | Gage Hecht     | Eric Brunner      | Cooper Willsey    |
| 2018  | Gage Hecht     | Eric Brunner      | Cooper Willsey    |
| 2019  | Gage Hecht     | Lane Maher        | Eric Brunner      |
| 2020  | annulé         | annulé            | annulé            |
| 2021  | Scott Funston  | Tyler Clark       | Andrew Strohmeyer |
| 2022  | Jack Spranger  | Andrew Strohmeyer | Daxton Mock       |
| 2023  | Ian Ackert     | Luke Valenti      | Jules Van Kempen  |
| 2024  | Ian Ackert     | Jack Spranger     | Henry Coote       |

### Hommes juniors
| Année | Or                       | Argent           | Bronze              |
| ----- | ------------------------ | ---------------- | ------------------- |
| 2014  | Gage Hecht               | Gavin Haley      | Christopher Blevins |
| 2015  | Spencer Petrov           | Gage Hecht       | Eric Brunner        |
| 2016  | Denzel Stephenson        | Gunnar Holmgren  | Lane Maher          |
| 2017  | Benjamin Gomez-Villafañe | Lane Maher       | Alex Morton         |
| 2018  | Magnus Sheffield         | Nick Carter      | Carter Woods        |
| 2019  | Andrew Strohmeyer        | Nick Carter      | Matthew Leliveld    |
| 2020  | annulé                   | annulé           | annulé              |
| 2021  | Jack Spranger            | Ian Ackert       | Magnus White        |
| 2022  | David Thompson           | Magnus White     | Ian Ackert          |
| 2023  | David Thompson           | Henry Coote      | Luke Walter         |
| 2024  | Garrett Beshore          | Benjamin Bravman | Emilien Belzile     |

### Femmes élites
| Année | Or                | Argent            | Bronze                   |
| ----- | ----------------- | ----------------- | ------------------------ |
| 2014  | Katherine Compton | Meredith Miller   | Georgia Gould            |
| 2015  | Katherine Compton | Kaitlin Antonneau | Rachel Lloyd             |
| 2016  | Katherine Compton | Crystal Anthony   | Maghalie Rochette        |
| 2017  | Katherine Compton | Kaitlin Keough    | Christel Ferrier-Bruneau |
| 2018  | Maghalie Rochette | Ellen Noble       | Kaitlin Keough           |
| 2019  | Maghalie Rochette | Clara Honsinger   | Rebecca Fahringer        |
| 2020  | annulé            | annulé            | annulé                   |
| 2021  | Raylyn Nuss       | Ruby West         | Caitlin Bernstein        |
| 2022  | Raylyn Nuss       | Sidney McGill     | Maghalie Rochette        |
| 2023  | Isabella Holmgren | Clara Honsinger   | Katie Clouse             |
| 2024  | Sidney McGill     | Isabella Holmgren | Katie Clouse             |

### Femmes moins de 23 ans
| Année | Or                | Argent           | Bronze          |
| ----- | ----------------- | ---------------- | --------------- |
| 2014  | Maghalie Rochette | Allison Arensman | Laurel Rathbun  |
| 2015  | Ellen Noble       | Allison Arensman | Hannah Finchamp |
| 2016  | Ellen Noble       | Emma White       | Hannah Finchamp |
| 2017  | Emma White        | Clara Honsinger  | Katie Clouse    |
| 2018  | Clara Honsinger   | Ruby West        | Katie Clouse    |
| 2019  | Ruby West         | Dana Gilligan    | Sidney McGill   |
| 2020  | annulé            | annulé           | annulé          |
| 2021  | Madigan Munro     | Lauren Zoerner   | Cassidy Hickey  |
| 2022  | Lizzy Gunsalus    | Lauren Zoerner   | Cassidy Hickey  |
| 2023  | Lauren Zoerner    | Ava Holmgren     | Jenaya Francis  |
| 2024  | Lauren Zoerner    | Jenaya Francis   | Kaya Musgrave   |

### Femmes juniors
| Année | Or               | Argent                  | Bronze            |
| ----- | ---------------- | ----------------------- | ----------------- |
| 2019  | Madigan Munro    | Lizzy Gunsalus          | Lauren Zoerner    |
| 2020  | annulé           | annulé                  | annulé            |
| 2021  | Ava Holmgren     | Chloe Fraser            | Isabella Holmgren |
| 2022  | Ava Holmgren     | Vida Lopez De San Roman | Isabella Holmgren |
| 2023  | Rafaëlle Carrier | Vida Lopez De San Roman | Jorja Bond        |
| 2024  | Alyssa Sarkisov  | Rafaëlle Carrier        | Aislin Hallahan   |